# Festival Eurovisão da Canção 1991
O Festival Eurovisão da Canção 1991 (em inglês: Eurovision Song Contest 1991, em francês: Concours Eurovision de la chanson 1991 e em italiana: Concorso Eurovisione della Canzone 1991)  foi o 36.º Festival Eurovisão da Canção e realizou-se a 4 de maio de 1991 em Roma. Os apresentadores do festival foram os dois antigos vencedores italianos do Festival Eurovisão da Canção, Gigliola Cinquetti (1964) e Toto Cutugno (1990). Carola a cantora representante da Suécia foi a vencedora do de 1991, com a canção Fångad av en stormvind (Capturada por uma tempestade de vento). 

## Local

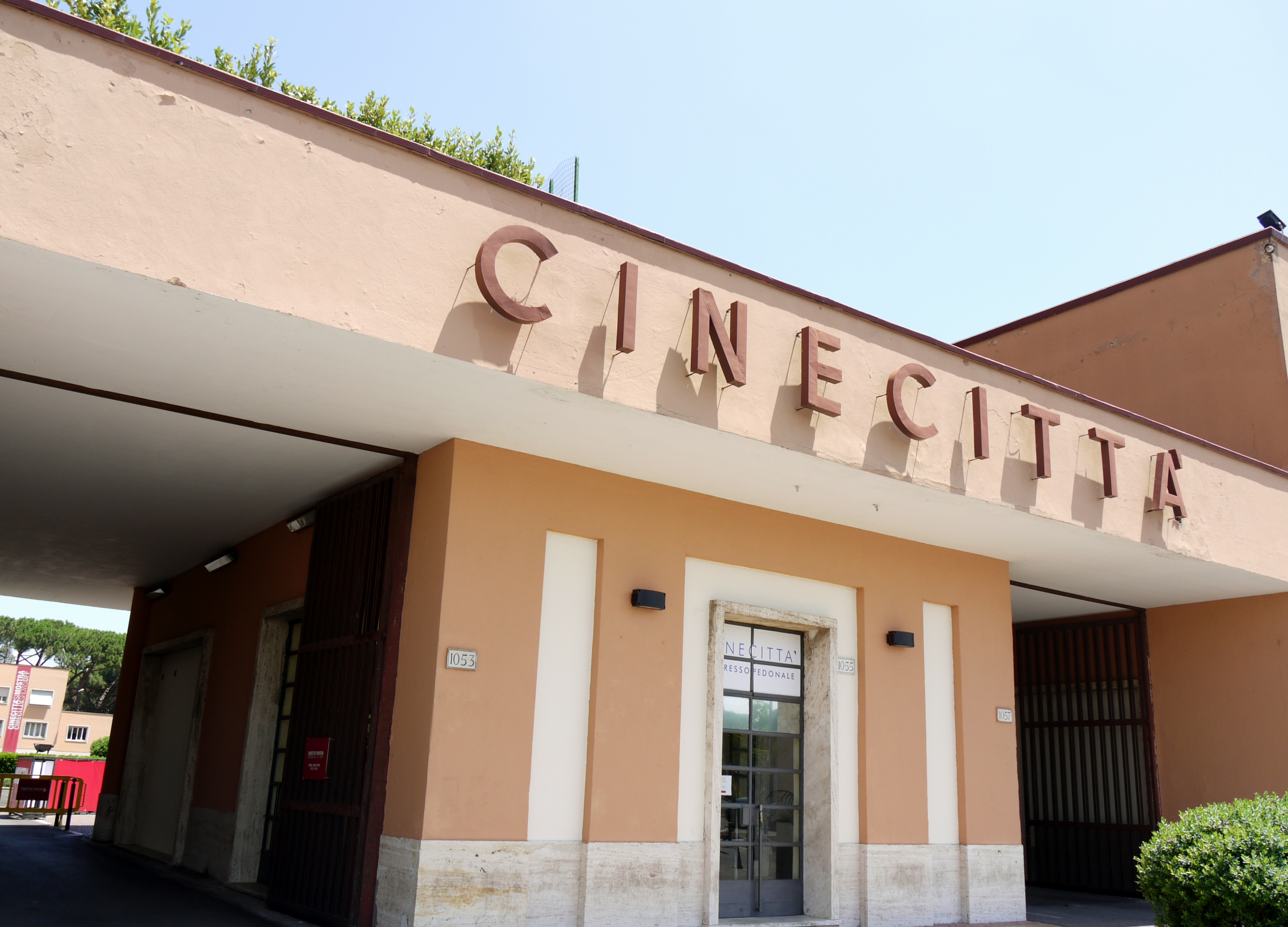
O Cinecittà, em Roma, em Itália.

O Festival Eurovisão da Canção 1991 ocorreu em Roma, em Itália. Roma é uma cidade e uma comuna especial (chamada "Roma Capitale") da Itália. É a capital do país, da província homônima e também da região do Lácio. Com 2,7 milhões de habitantes em 1.285,3 quilômetros quadrados de área, também é a maior cidade italiana e a quarta cidade mais populosa da União Europeia. A área urbana de Roma se estende além dos limites administrativos da cidade com uma população de cerca de 3,8 milhões. Entre 3,2 e 4,2 milhões de pessoas vivem na área metropolitana da capital italiana. A cidade está localizada na porção centro-ocidental da península itálica, cortada pelo rio Tibre, dentro do Lácio. Roma é a única cidade no mundo que tem em seu interior um país inteiro, o enclave do Vaticano. A história de Roma abrange mais de dois mil e quinhentos anos, desde a sua fundação lendária em 753 a.C. Roma é uma das mais antigas cidades continuamente ocupadas na Europa e é conhecida como "A Cidade Eterna", uma ideia expressa por poetas escritores da Roma Antiga. No mundo antigo, foi sucessivamente a capital do Reino de Roma, da República Romana e do Império Romano e é considerada um dos berços da civilização ocidental. Desde o século I, a cidade é a sede do papado e no século VIII a cidade tornou-se a capital dos Estados Pontifícios, que duraram até 1870. Em 1871, Roma se tornou a capital do Reino da Itália e em 1946 da República Italiana. Após a Idade Média, Roma foi governada pelos papas Alexandre VI e Leão X, que transformaram a cidade em um dos principais centros do Renascimento italiano, juntamente com Florença. A versão atual da Basílica de São Pedro foi construída e a Capela Sistina foi pintada por Michelangelo. Artistas famosos e arquitetos, como  Bramante, Bernini e Rafael, residiu por algum tempo em Roma, contribuindo para a sua arquitetura renascentista e barroca. Roma é considerada uma cidade global. Em 2007, Roma foi a 11.ª cidade mais visitada do mundo, a terceira mais visitada da União Europeia e a atração turística mais popular na Itália. A cidade tem uma das melhores "marcas" da Europa, tanto em reputação quanto em patrimônio. O seu centro histórico é classificado pela UNESCO como Patrimônio Mundial. Monumentos e museus tais como os Museus Vaticanos e o Coliseu estão entre os destinos turísticos mais visitados do mundo, sendo que ambos os locais recebem milhões de turistas por ano. Roma também sediou os Jogos Olímpicos de Verão de 1960.
O festival em si realizou-se no Studio 15 di Cinecittà, um complexo de teatros e estúdios situados na periferia oriental de Roma (cerca de 9 quilômetros de distância) responsável pela maior parte da produção cinematográfica italiana: aí vários filmes são rodados e espetáculos televisivos são gravados. Depois da Segunda Guerra Mundial a produção retomou lentamente seu ritmo, mas foi nos anos 1950 que Cinecittà estabeleceu-se com um dos estúdios cinematográficos mais importantes do mundo, com as películas estadunidenses Quo Vadis de Mervyn LeRoy (1951) e Ben-Hur de William Wyler (1959). Este boom teve origem na competitividade económica dos estúdios romanos, que receberam o título informal de "Hollywood no Tibre".

## Formato
Originalmente, a edição era para ser realizada no Teatro Ariston, em Sanremo. No entanto, devido à Guerra do Golfo e ao aumento da tensão que se fazia sentir na Jugoslávia, a organização optou por transferir o festival para Roma. Como consequência desta mudança a RAI demonstrou não estar totalmente preparada para organizar este festival. Relativamente à apresentação do festival, além de ser totalmente feita em italiano e de terem sido escolhidos poucos dias antes dos ensaios, foram frequentes os erros nos nomes das canções, dos artistas e dos directores de orquestras. E, durante votação, Gigliola Cinquetti e Toto Cotugno demonstraram não estar familiarizados com o sistema, sendo por diversas vezes necessária a intervenção do supervisor da EBU. Durante a actuação sueca ocorreu um problema de som dentro do Studio 15 di Cinecittà que impossibilitou os presentes na sala de escutarem a canção. No entanto a emissão televisiva decorreu normalmente sem qualquer tipo de problema sonoro. 
Nesta edição, Malta regressou ao certame após 16 anos de interregno e só pode participar pois os Países Baixos não participaram devido ao dia dedicado à memória dos que morreram durante a Segunda Guerra Mundial.
Esta foi também a última edição que contou com a participação da República Socialista Federativa da Jugoslávia. Devido à desintegração que se deu nos meses e anos seguintes o país desapareceu, tendo todos os seus sucessores, execpto o Kosovo, participado no certame anos depois.

### Cartões postais
Os cartões postais desta edição consistiram na homenagem a uma canção italiana por parte de cada artista.
| País        | Artista original                 | Canção                        |
| ----------- | -------------------------------- | ----------------------------- |
| Iugoslávia  | Gigliola Cinquetti               | "Non ho l'età"                |
| Islândia    | Eros Ramazzotti                  | "Se bastasse una canzone"     |
| Malta       | Claudio Baglioni                 | "Questo piccolo grande amore" |
| Grécia      | Lucio Dalla                      | "Caruso"                      |
| Suíça       | Edoardo Bennato e Gianna Nannini | "Un'estate italiana"          |
| Áustria     | Eros Ramazzotti                  | "Adesso tu"                   |
| Luxemburgo  | Ricchi e Poveri                  | "Sarà perché ti amo"          |
| Suécia      | Fiordaliso                       | "Non voglio mica la luna"     |
| França      | Rita Pavone                      | "La partita di Pallone"       |
| Turquia     | Dalida                           | "Amore scusami"               |
| Irlanda     | Domenico Modugno                 | "Nel blu dipinto di blu"      |
| Portugal    | Domenico Modugno                 | "Dio, come ti amo"            |
| Dinamarca   | Giacomo Puccini                  | "Nessun dorma"                |
| Noruega     | Trad.                            | "Santa Lucia"                 |
| Israel      | Sergio Endrigo                   | "Lontano dagli occhi"         |
| Finlândia   | Renato Carosone                  | "Maruzzella"                  |
| Alemanha    | Toto Cutugno                     | "L'Italiano"                  |
| Bélgica     | Eros Ramazzotti                  | "Musica è"                    |
| Espanha     | Rocky Roberts                    | "Sono tremendo"               |
| Reino Unido | Antonello Venditti               | "Ricordati di me"             |
| Chipre      | Sergio Endrigo                   | "Io che amo solo te"          |
| Itália      | Peppino di Capri                 | "Champagne"                   |

## Votação
Cada país tinha um júri composto por 11 elementos, que atribuiu 12, 10, 8, 7, 6, 5, 4, 3, 2, 1 pontos às dez canções mais votadas.
O supervisor executivo da EBU foi Frank Naef.
Durante a votação, a câmera fez vários close-ups dos artistas. Em particular, Carola Häggkvist, Amina Annabi e o Duo Datz apareceram.
Esta votação foi marcada por vários momentos, de entre os quais as cerca de 20 correções que o supervisor executivo da EBU teve de fazer, ao empate entre duas canções em 1.º lugar e ao facto de Amina Annabi ter abraçado o Duo Datz quando Israel outorgou 12 pontos a França.

### Empate e processo de desempate
Neste festival ocorreu um inusitado empate no final. Mas, ao contrário do que aconteceu em 1969, onde 4 candidatas foram declaradas campeãs, em 1970 as regras foram alteradas para que somente pudesse existir um vencedor. E assim, pela primeira e única vez até os dias atuais, houve a necessidade de se usar o critério desempate, que seria o número de notas 12 recebidas. No caso desta edição também houve um empate no número de notas 12 para cada país, sendo 4 para ambos. Nesta situação foram usados as notas 10. A Suécia tinha recebido 5 enquanto a França recebeu apenas 2. Desta forma Carola, representando a Suécia, venceu o Festival Eurovisão da Canção 1991. Se a regra em vigor atualmente fosse usada, a França seria a vencedora desta edição por ter sido votada por 18 países contra 17 da Suécia.
A tabela seguinte apresenta, de forma mais resumida o resultado de acordo com a regra de desempate aplicadas ao longo dos anos.
| País   | Pontos | 12 pontos | 10 pontos | Países que pontuaram |
| ------ | ------ | --------- | --------- | -------------------- |
| Suécia | 146    | 4         | 5         | 17 em 21             |
| França | 146    | 4         | 2         | 18 em 21             |

## Participantes

Países participantes

| País        | Título original da Canção                   | Artista                                    | Processo                                                     | Data da Selecção        |
| País        | Tradução em Português                       | Idiomas de Interpretação                   | Processo                                                     | Data da Selecção        |
| ----------- | ------------------------------------------- | ------------------------------------------ | ------------------------------------------------------------ | ----------------------- |
| Alemanha    | "Dieser Traum darf niemals sterben"         | Atlantis 2000                              | Ein lied für Rom 1991                                        | 21 de março de 1991     |
| Alemanha    | Este sonho nunca morrerá                    | Alemão                                     | Ein lied für Rom 1991                                        | 21 de março de 1991     |
| Áustria     | "Venedig im Regen"                          | Thomas Forstner                            | Österreichische Vorausscheidung 1991                         | 16 de março de 1991     |
| Áustria     | Veneza debaixo de chuva                     | Alemão                                     | Österreichische Vorausscheidung 1991                         | 16 de março de 1991     |
| Bélgica     | "Geef het op"                               | Clouseau                                   | Euro-Clouseau 1991                                           | 9 de março de 1991      |
| Bélgica     | Desiste                                     | Holandês                                   | Euro-Clouseau 1991                                           | 9 de março de 1991      |
| Chipre      | "SOS"                                       | Elena Patroklou                            | Kýprioi Telikoú tis Diagonismós Tragoudioú Eurovision 1991   | 2 de março de 1991      |
| Chipre      | SOS                                         | Grego                                      | Kýprioi Telikoú tis Diagonismós Tragoudioú Eurovision 1991   | 2 de março de 1991      |
| Dinamarca   | "Lige der hvor hjertet slår"                | Anders Frandsen                            | Dansk Melodi Grand-Prix 1991                                 | 16 de março de 1991     |
| Dinamarca   | Onde o coração bate                         | Dinamarquês                                | Dansk Melodi Grand-Prix 1991                                 | 16 de março de 1991     |
| Espanha     | "Bailar pegados"                            | Sergio Dalma                               | Selecção Interna                                             | -                       |
| Espanha     | Dançar agarrados                            | Castelhano                                 | Selecção Interna                                             | -                       |
| Finlândia   | "Hullu yö"                                  | Kaija Kärkinen                             | Euroviisut 1991                                              | 2 de março de 1991      |
| Finlândia   | Uma noite louca                             | Finlandês                                  | Euroviisut 1991                                              | 2 de março de 1991      |
| França      | "C'est le dernier qui a parlé qui a raison" | Amina                                      | Seleção interna                                              | -                       |
| França      | É o último que falou que tem razão          | Francês                                    | Seleção interna                                              | -                       |
| Grécia      | "I Anixi" (Η άνοιξη)                        | Sophia Vossou                              | Ellinikoú Telikoú tis Diagonismós Tragoudioú Eurovision 1991 | 29 de março de 1991     |
| Grécia      | Primavera                                   | Grego                                      | Ellinikoú Telikoú tis Diagonismós Tragoudioú Eurovision 1991 | 29 de março de 1991     |
| Irlanda     | "Could It Be That I'm In Love"              | Kim Jackson                                | National Song Contest 1991                                   | 30 de março de 1991     |
| Irlanda     | Poderei estar eu apaixonada                 | Inglês                                     | National Song Contest 1991                                   | 30 de março de 1991     |
| Islândia    | "Draumur um Nínu"                           | Stefán & Eyfi                              | Íslenska Söngvakeppni Sjónvarpsins 1991                      | 9 de fevereiro de 1991  |
| Islândia    | Sonhar com Nina                             | Islandês                                   | Íslenska Söngvakeppni Sjónvarpsins 1991                      | 9 de fevereiro de 1991  |
| Israel      | "Kan" (כאן)                                 | Duo Datz                                   | Kdam Eurovision 1991                                         | 27 de março de 1991     |
| Israel      | Aqui                                        | Hebraico                                   | Kdam Eurovision 1991                                         | 27 de março de 1991     |
| Itália      | "Comme è ddoce 'o mare"                     | Peppino di Capri                           | Seleção interna                                              | -                       |
| Itália      | Como é doce o mar                           | Napolitano                                 | Seleção interna                                              | -                       |
| Iugoslávia  | "Brazil" (Бразил)                           | Bebi Dol                                   | Pjesma Eurovizije 1991                                       | 9 de março de 1991      |
| Iugoslávia  | Brasil                                      | Servo-Croata                               | Pjesma Eurovizije 1991                                       | 9 de março de 1991      |
| Luxemburgo  | "Un baiser volé"                            | Sarah Bray                                 | Seleção interna                                              | -                       |
| Luxemburgo  | Um beijo roubado                            | Francês                                    | Seleção interna                                              | -                       |
| Malta       | "Could It Be"                               | Georgina & Paul Giordimaina                | Kanzunetta għall-Ewropa 1991                                 | 23 de março de 1991     |
| Malta       | Pode ser                                    | Inglês                                     | Kanzunetta għall-Ewropa 1991                                 | 23 de março de 1991     |
| Noruega     | "Mrs. Thompson"                             | Just 4 Fun                                 | Seleção interna                                              | -                       |
| Noruega     | Senhora Thompson                            | Norueguês                                  | Seleção interna                                              | -                       |
| Portugal    | "Lusitana paixão"                           | Dulce Pontes                               | Festival RTP da Canção 1991                                  | 7 de março de 1991      |
| Portugal    | Lusitana paixão                             | Português                                  | Festival RTP da Canção 1991                                  | 7 de março de 1991      |
| Reino Unido | "A Message to Your Heart"                   | Samantha Janus                             | A song for Europe 1991                                       | 29 de março de 1991     |
| Reino Unido | Uma mensagem ao teu coração                 | Inglês                                     | A song for Europe 1991                                       | 29 de março de 1991     |
| Suécia      | "Fångad av en stormvind"                    | Carola                                     | Melodifestivalen 1991                                        | 31 de março de 1991     |
| Suécia      | Capturada por uma tempestade de vento       | Sueco                                      | Melodifestivalen 1991                                        | 31 de março de 1991     |
| Suíça       | "Canzone per te"                            | Sandra Simó                                | Finale nationale suisse 1991                                 | 23 de fevereiro de 1991 |
| Suíça       | Canção para ti                              | Italiano                                   | Finale nationale suisse 1991                                 | 23 de fevereiro de 1991 |
| Turquia     | "İki Dakika"                                | İzel Çeliköz, Reyhan Karaca & Can Uğurluer | Eurovision Şarkı Yarışması Türkiye Finali 1991               | 9 de março de 1991      |
| Turquia     | Dois minutos                                | Turco                                      | Eurovision Şarkı Yarışması Türkiye Finali 1991               | 9 de março de 1991      |

## Festival
A abertura da competição começou com um clipe de vídeo: "Celebration", cantado por Sarah Carlson. A cantora apareceu lá, passeado pelas ruínas da Roma antiga com suas dançarinas. O clipe também incluiu trechos de Ben-Hur. Os apresentadores então subiram ao palco e saudaram os espectadores e o público. Um pequeno vídeo mostrou a vitória de Toto Cutugno em Zagreb no ano anterior. O cantor cantou parte da sua canção, "Insieme: 1992". Então ele convidou Gigliola Cinquetti para fazer o mesmo com "Non ho l'età" e acompanhou-a ao piano. Foi a primeira vez que dois ex-vencedores juntos apresentaram o concurso. Depois de outro vídeo apresentando Sanremo, Cinquetti e Cutugno concluíram as suas introduções.
A orquestra, dirigida por Bruno Canfora, ficava ao fundo à direita do palco. A orquestra atraiu críticas de delegações estrangeiras. Primeiro, durante os ensaios, pois os músicos chegavam muito tarde, alegando uma interrupção do transporte público, causada pelas chuvas torrenciais que caíam sobre Roma. Então, durante a transmissão, os músicos executaram muitas notas falsas. O exemplo mais notável foi o solo perdido de um dos saxofonistas, durante a canção grega.
O cenário de Lucciano Riccieri estava em segundo plano atrás da orquestra. cidade e no lado das enormes estátuas de um estilo antigo. Na verdade, foi a recuperação de um set de filmagem.
Os apresentadores foram Gigliola Cinquetti e Toto Cutugno, que falaram aos espectadores quase exclusivamente em italiano, falando em inglês e francês muito esporadicamente.
Os cartões postais consistiam em breves notas por parte dos apresentadores. Depois, os artistas então apareceram num fundo de céu azul. Todos prestaram uma homenagem a uma música italiana à sua escolha. Simultaneamente, os seus nomes foram exibidos, os do seu país, bem como a sua bandeira nacional. Cinquetti e Cutugno então apresentaram a música e o maestro, cometendo muitos erros na pronúncia de nomes e títulos.
O intervalo foi ocupado por pequeno vídeo com o Cinecittà, no qual apareceram algumas estrelas de cinema, incluindo Silvana Mangano, Humphrey Bogart, Ava Gardner e Gerard Depardieu. Uma atuação do artista Arturo Brachetti então se seguiu. Ele apareceu sucessivamente como uma diva, na elegante Belle Époque, como um menino, como um ator de kabuki, e como um cavalheiro de smoking preto e depois branco. No final da sua atuação, Brachetti cumprimentou os espectadores em inglês, francês, castelhano e italiano.
| #    | País        | Idioma       | Artista                                    | Canção                                      | Lugar | Pontuação |
| ---- | ----------- | ------------ | ------------------------------------------ | ------------------------------------------- | ----- | --------- |
| 1.º  | Iugoslávia  | Servo-Croata | Bebi Dol                                   | "Brazil" (Бразил)                           | 21º   | 1         |
| 2.º  | Islândia    | Islandês     | Stefán & Eyfi                              | "Draumur um Nínu"                           | 15º   | 26        |
| 3.º  | Malta       | Inglês       | Georgina & Paul Giordimaina                | "Could It Be"                               | 6º    | 106       |
| 4.º  | Grécia      | Grego        | Sophia Vossou                              | "I Anixi" (Η άνοιξη)                        | 13º   | 36        |
| 5.º  | Suíça       | Italiano     | Sandra Simó                                | "Canzone per te"                            | 5º    | 118       |
| 6.º  | Áustria     | Alemão       | Thomas Forstner                            | "Venedig im Regen"                          | 22º   | 0         |
| 7.º  | Luxemburgo  | Francês      | Sarah Bray                                 | "Un baiser volé"                            | 14º   | 29        |
| 8.º  | Suécia      | Sueco        | Carola                                     | "Fångad av en stormvind"                    | 1º    | 146       |
| 9.º  | França      | Francês      | Amina                                      | "C'est le dernier qui a parlé qui a raison" | 2º    | 146       |
| 10.º | Turquia     | Turco        | İzel Çeliköz, Reyhan Karaca & Can Uğurluer | "İki Dakika"                                | 12º   | 44        |
| 11.º | Irlanda     | Inglês       | Kim Jackson                                | "Could It Be That I'm In Love"              | 10º   | 47        |
| 12.º | Portugal    | Português    | Dulce Pontes                               | "Lusitana paixão"                           | 8º    | 62        |
| 13.º | Dinamarca   | Dinamarquês  | Anders Frandsen                            | "Lige der hvor hjertet slår"                | 19º   | 8         |
| 14.º | Noruega     | Norueguês    | Just 4 Fun                                 | "Mrs. Thompson"                             | 17º   | 14        |
| 15.º | Israel      | Hebraico     | Duo Datz                                   | "Kan" (כאן)                                 | 3º    | 139       |
| 16.º | Finlândia   | Finlandês    | Kaija Kärkinen                             | "Hullu yö"                                  | 20º   | 6         |
| 17.º | Alemanha    | Alemão       | Atlantis 2000                              | "Dieser Traum darf niemals sterben"         | 18º   | 10        |
| 18.º | Bélgica     | Holandês     | Clouseau                                   | "Geef het op"                               | 16º   | 23        |
| 19.º | Espanha     | Castelhano   | Sergio Dalma                               | "Bailar pegados"                            | 4º    | 119       |
| 20.º | Reino Unido | Inglês       | Samantha Janus                             | "A Message to Your Heart"                   | 10º   | 47        |
| 21.º | Chipre      | Grego        | Elena Patroklou                            | "SOS"                                       | 9º    | 60        |
| 22.º | Itália      | Napolitano   | Peppino di Capri                           | "Comme è ddoce 'o mare"                     | 7º    | 89        |

### Resultados

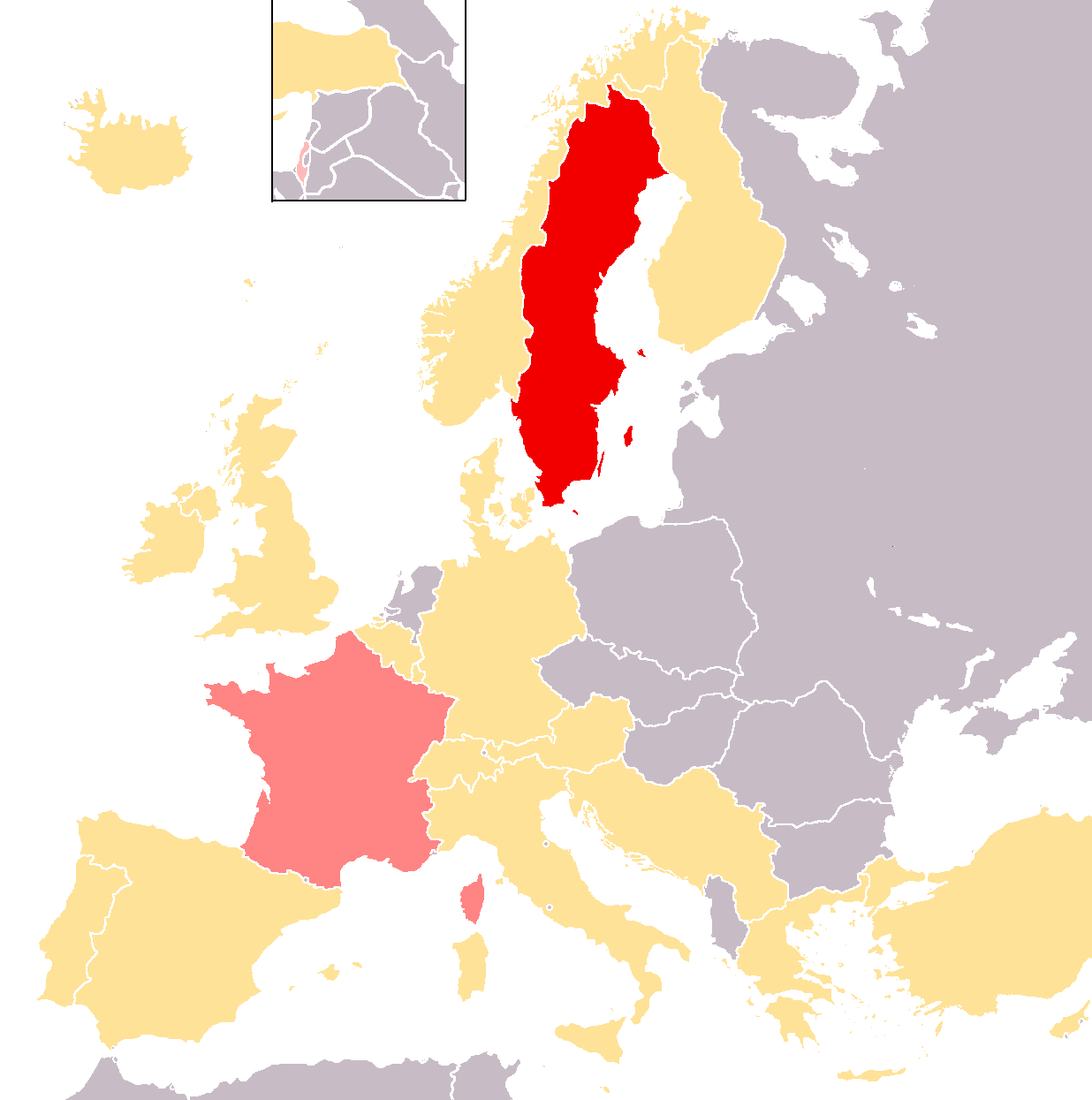
Vencedor
2º classificado
3º classificado

A ordem de votação no Festival Eurovisão da Canção 1991, foi a seguinte:
| Países Votantes | Países Pontuados                              | Países Pontuados | Países Pontuados | Países Pontuados | Países Pontuados | Países Pontuados | Países Pontuados | Países Pontuados | Países Pontuados | Países Pontuados | Países Pontuados     | Países Pontuados | Países Pontuados | Países Pontuados | Países Pontuados | Países Pontuados | Países Pontuados | Países Pontuados | Países Pontuados | Países Pontuados | Países Pontuados | Países Pontuados |
| --------------- | --------------------------------------------- | ---------------- | ---------------- | ---------------- | ---------------- | ---------------- | ---------------- | ---------------- | ---------------- | ---------------- | -------------------- | ---------------- | ---------------- | ---------------- | ---------------- | ---------------- | ---------------- | ---------------- | ---------------- | ---------------- | ---------------- | ---------------- |
| Países Votantes | República Socialista Federativa da Iugoslávia | Islândia         | Malta            | Grécia           | Suíça            | Áustria          | Luxemburgo       | Suécia           | França           | Turquia          | República da Irlanda | Portugal         | Dinamarca        | Noruega          | Israel           | Finlândia        | Alemanha         | Bélgica          | Espanha          | Reino Unido      | Chipre           | Itália           |
| Iugoslávia      |                                               |                  | 1                | 4                | 5                |                  |                  | 6                | 10               |                  | 3                    |                  |                  |                  | 12               |                  |                  |                  | 8                |                  | 2                | 7                |
| Islândia        |                                               |                  |                  |                  | 5                |                  | 4                | 12               | 7                |                  |                      | 8                |                  | 6                | 10               | 1                |                  |                  | 2                |                  | 3                |                  |
| Malta           | 1                                             |                  |                  | 5                |                  |                  |                  |                  | 3                | 7                | 4                    |                  |                  |                  | 8                |                  |                  |                  | 6                | 10               | 12               | 2                |
| Grécia          |                                               |                  | 2                |                  | 7                |                  |                  |                  | 8                |                  |                      | 4                |                  |                  | 5                | 1                |                  |                  | 10               | 3                | 12               | 6                |
| Suíça           |                                               | 4                | 6                |                  |                  |                  |                  | 10               | 7                |                  | 3                    | 1                |                  |                  | 8                |                  |                  |                  | 12               | 5                |                  | 2                |
| Áustria         |                                               |                  | 4                | 2                | 8                |                  | 5                | 10               | 12               |                  | 1                    |                  |                  |                  |                  |                  |                  | 3                | 7                | 6                |                  |                  |
| Luxemburgo      |                                               |                  | 10               |                  | 12               |                  |                  | 7                |                  |                  | 8                    | 2                |                  | 1                | 5                |                  |                  |                  | 6                | 3                | 4                |                  |
| Suécia          |                                               | 10               | 12               |                  | 8                |                  | 1                |                  | 5                |                  |                      | 7                | 3                |                  | 6                |                  |                  | 2                | 4                |                  |                  |                  |
| França          |                                               |                  | 2                |                  | 4                |                  |                  |                  |                  | 7                |                      | 10               |                  |                  | 3                |                  |                  | 5                | 6                | 1                | 12               | 8                |
| Turquia         |                                               |                  | 7                |                  | 2                |                  | 3                | 6                |                  |                  | 4                    | 5                |                  | 1                | 12               |                  |                  |                  | 8                |                  |                  | 10               |
| Irlanda         |                                               |                  | 12               | 1                | 2                |                  |                  | 3                | 7                |                  |                      |                  |                  |                  | 8                | 4                |                  |                  | 6                |                  | 5                | 10               |
| Portugal        |                                               |                  | 7                |                  | 6                |                  | 2                | 10               | 5                |                  |                      |                  |                  |                  | 4                |                  |                  |                  | 8                | 1                | 3                | 12               |
| Dinamarca       |                                               |                  |                  |                  | 5                |                  | 4                | 12               |                  | 8                | 7                    | 1                |                  | 2                | 10               |                  | 6                |                  |                  | 3                |                  |                  |
| Noruega         |                                               |                  | 6                | 1                | 3                |                  |                  | 8                | 12               |                  |                      | 2                | 5                |                  | 7                |                  |                  |                  | 4                |                  |                  | 10               |
| Israel          |                                               |                  |                  | 4                | 8                |                  |                  | 10               | 12               | 7                | 1                    |                  |                  |                  |                  |                  |                  |                  | 2                | 5                | 6                | 3                |
| Finlândia       |                                               |                  |                  | 1                | 5                |                  |                  | 8                | 10               |                  | 2                    | 7                |                  |                  | 6                |                  |                  | 3                | 4                |                  |                  | 12               |
| Alemanha        |                                               | 5                | 10               |                  | 6                |                  | 3                | 12               | 8                |                  | 2                    |                  |                  | 4                |                  |                  |                  |                  | 7                |                  | 1                |                  |
| Bélgica         |                                               |                  | 4                | 1                | 12               |                  | 2                | 10               | 7                |                  | 5                    |                  |                  |                  | 8                |                  |                  |                  | 6                | 3                |                  |                  |
| Espanha         |                                               |                  | 6                | 5                |                  |                  |                  | 4                | 8                | 2                |                      | 10               |                  |                  | 12               |                  | 1                | 3                |                  |                  |                  | 7                |
| Reino Unido     |                                               |                  | 7                |                  | 8                |                  | 3                | 12               | 6                | 5                | 4                    |                  |                  |                  | 10               |                  |                  | 2                | 1                |                  |                  |                  |
| Chipre          |                                               |                  |                  | 10               | 8                |                  | 2                | 6                | 7                |                  |                      | 4                |                  |                  | 5                |                  | 3                |                  | 12               | 1                |                  |                  |
| Itália          |                                               | 7                | 10               | 2                | 4                |                  |                  |                  | 12               | 8                | 3                    | 1                |                  |                  |                  |                  |                  | 5                |                  | 6                |                  |                  |
| Total           | 1                                             | 26               | 106              | 36               | 118              | 0                | 29               | 146              | 146              | 44               | 47                   | 62               | 8                | 14               | 139              | 6                | 10               | 23               | 119              | 47               | 60               | 89               |
| Lugar           | 21.º                                          | 15.º             | 6.º              | 13.º             | 5.º              | 22.º             | 14.º             | 1.º              | 2.º              | 12.º             | 10.º                 | 8.º              | 19.º             | 17.º             | 3.º              | 20.º             | 18.º             | 16.º             | 4.º              | 10.º             | 9.º              | 7.º              |
| Países Votantes | República Socialista Federativa da Iugoslávia | Islândia         | Malta            | Grécia           | Suíça            | Áustria          | Luxemburgo       | Suécia           | França           | Turquia          | República da Irlanda | Portugal         | Dinamarca        | Noruega          | Israel           | Finlândia        | Alemanha         | Bélgica          | Espanha          | Reino Unido      | Chipre           | Itália           |
| Países Votantes | Países Pontuados                              |                  |                  |                  |                  |                  |                  |                  |                  |                  |                      |                  |                  |                  |                  |                  |                  |                  |                  |                  |                  |                  |

| Países Votantes | Países Pontuados                              | Países Pontuados | Países Pontuados | Países Pontuados | Países Pontuados | Países Pontuados | Países Pontuados | Países Pontuados | Países Pontuados | Países Pontuados | Países Pontuados     | Países Pontuados | Países Pontuados | Países Pontuados | Países Pontuados | Países Pontuados | Países Pontuados | Países Pontuados | Países Pontuados | Países Pontuados | Países Pontuados | Países Pontuados |
| --------------- | --------------------------------------------- | ---------------- | ---------------- | ---------------- | ---------------- | ---------------- | ---------------- | ---------------- | ---------------- | ---------------- | -------------------- | ---------------- | ---------------- | ---------------- | ---------------- | ---------------- | ---------------- | ---------------- | ---------------- | ---------------- | ---------------- | ---------------- |
| Países Votantes | República Socialista Federativa da Iugoslávia | Islândia         | Malta            | Grécia           | Suíça            | Áustria          | Luxemburgo       | Suécia           | França           | Turquia          | República da Irlanda | Portugal         | Dinamarca        | Noruega          | Israel           | Finlândia        | Alemanha         | Bélgica          | Espanha          | Reino Unido      | Chipre           | Itália           |
| Iugoslávia      | 0                                             | 0                | 1                | 4                | 5                | 0                | 0                | 6                | 10               | 0                | 3                    | 0                | 0                | 0                | 12               | 0                | 0                | 0                | 8                | 0                | 2                | 7                |
| Islândia        | 0                                             | 0                | 1                | 4                | 10               | 0                | 4                | 18               | 17               | 0                | 3                    | 8                | 0                | 6                | 22               | 1                | 0                | 0                | 10               | 0                | 5                | 7                |
| Malta           | 1                                             | 0                | 1                | 9                | 10               | 0                | 4                | 18               | 20               | 7                | 7                    | 8                | 0                | 6                | 30               | 1                | 0                | 0                | 16               | 10               | 17               | 9                |
| Grécia          | 1                                             | 0                | 3                | 9                | 17               | 0                | 4                | 18               | 28               | 7                | 7                    | 12               | 0                | 6                | 35               | 2                | 0                | 0                | 26               | 13               | 29               | 15               |
| Suíça           | 1                                             | 4                | 9                | 9                | 17               | 0                | 4                | 28               | 35               | 7                | 10                   | 13               | 0                | 6                | 43               | 2                | 0                | 0                | 38               | 18               | 29               | 17               |
| Áustria         | 1                                             | 4                | 13               | 11               | 25               | 0                | 9                | 38               | 47               | 7                | 11                   | 13               | 0                | 6                | 43               | 2                | 0                | 3                | 45               | 24               | 29               | 17               |
| Luxemburgo      | 1                                             | 4                | 23               | 11               | 37               | 0                | 9                | 45               | 47               | 7                | 19                   | 15               | 0                | 7                | 48               | 2                | 0                | 3                | 51               | 27               | 33               | 17               |
| Suécia          | 1                                             | 14               | 35               | 11               | 45               | 0                | 10               | 45               | 52               | 7                | 19                   | 22               | 3                | 7                | 54               | 2                | 0                | 5                | 55               | 27               | 33               | 17               |
| França          | 1                                             | 14               | 37               | 11               | 49               | 0                | 10               | 45               | 52               | 14               | 19                   | 32               | 3                | 7                | 57               | 2                | 0                | 10               | 61               | 28               | 45               | 25               |
| Turquia         | 1                                             | 14               | 44               | 11               | 51               | 0                | 13               | 51               | 52               |                  | 23                   | 37               | 3                | 8                | 69               | 2                | 0                | 10               | 69               | 28               | 45               | 35               |
| Irlanda         | 1                                             | 14               | 56               | 12               | 53               | 0                | 13               | 54               | 59               | 14               | 23                   | 37               | 3                | 8                | 77               | 6                | 0                | 10               | 75               | 28               | 50               | 45               |
| Portugal        | 1                                             | 14               | 63               | 12               | 59               | 0                | 15               | 64               | 64               | 14               | 23                   | 37               | 3                | 8                | 81               | 6                | 0                | 10               | 83               | 29               | 53               | 57               |
| Dinamarca       | 1                                             | 14               | 63               | 12               | 64               | 0                | 19               | 76               | 64               | 22               | 30                   | 38               | 3                | 10               | 91               | 6                | 6                | 10               | 83               | 32               | 53               | 57               |
| Noruega         | 1                                             | 14               | 69               | 13               | 67               | 0                | 19               | 84               | 76               | 22               | 30                   | 40               | 8                | 10               | 98               | 6                | 6                | 10               | 87               | 32               | 53               | 67               |
| Israel          | 1                                             | 14               | 69               | 17               | 75               | 0                | 19               | 94               | 88               | 29               | 31                   | 40               | 8                | 10               | 98               | 6                | 6                | 10               | 89               | 37               | 59               | 70               |
| Finlândia       | 1                                             | 14               | 69               | 18               | 80               | 0                | 19               | 102              | 98               | 29               | 33                   | 47               | 8                | 10               | 104              | 6                | 6                | 13               | 93               | 37               | 59               | 82               |
| Alemanha        | 1                                             | 19               | 79               | 18               | 86               | 0                | 22               | 114              | 106              | 29               | 35                   | 47               | 8                | 14               | 104              | 6                | 6                | 13               | 100              | 37               | 60               | 82               |
| Bélgica         | 1                                             | 19               | 83               | 19               | 98               | 0                | 24               | 124              | 113              | 29               | 40                   | 47               | 8                | 14               | 112              | 6                | 6                | 13               | 106              | 40               | 60               | 82               |
| Espanha         | 1                                             | 19               | 89               | 24               | 98               | 0                | 24               | 128              | 121              | 31               | 40                   | 57               | 8                | 14               | 124              | 6                | 7                | 16               | 106              | 40               | 60               | 89               |
| Reino Unido     | 1                                             | 19               | 96               | 24               | 106              | 0                | 27               | 140              | 127              | 36               | 44                   | 57               | 8                | 14               | 134              | 6                | 7                | 18               | 107              | 40               | 60               | 89               |
| Chipre          | 1                                             | 19               | 96               | 34               | 114              | 0                | 29               | 146              | 134              | 36               | 44                   | 61               | 8                | 14               | 139              | 6                | 10               | 18               | 119              | 41               | 60               | 89               |
| Itália          | 1                                             | 26               | 106              | 36               | 118              | 0                | 29               | 146              | 146              | 44               | 47                   | 62               | 8                | 14               | 139              | 6                | 10               | 23               | 119              | 47               | 60               | 89               |
| Lugar           | 21º                                           | 15º              | 6º               | 13º              | 5º               | 22º              | 14º              | 1º               | 2º               | 12º              | 10º                  | 8º               | 19º              | 17º              | 3º               | 20º              | 18º              | 16º              | 4º               | 10º              | 9º               | 7º               |
| Países Votantes | República Socialista Federativa da Iugoslávia | Islândia         | Malta            | Grécia           | Suíça            | Áustria          | Luxemburgo       | Suécia           | França           | Turquia          | República da Irlanda | Portugal         | Dinamarca        | Noruega          | Israel           | Finlândia        | Alemanha         | Bélgica          | Espanha          | Reino Unido      | Chipre           | Itália           |
| Países Votantes | Países Pontuados                              |                  |                  |                  |                  |                  |                  |                  |                  |                  |                      |                  |                  |                  |                  |                  |                  |                  |                  |                  |                  |                  |

#### 12 pontos
Os países que receberam 12 pontos foram os seguintes:
| # | Países Pontuados | Países Votantes                            |
| - | ---------------- | ------------------------------------------ |
| 4 | França           | Áustria, Israel, Itália, Noruega           |
| 4 | Suécia           | Alemanha, Dinamarca, Islândia, Reino Unido |
| 3 | Chipre           | França, Grécia, Malta                      |
| 3 | Israel           | Espanha, Jugoslávia, Turquia               |
| 2 | Itália           | Finlândia, Portugal                        |
| 2 | Malta            | Irlanda, Suécia                            |
| 2 | Espanha          | Chipre, Suíça                              |
| 2 | Suíça            | Bélgica, Luxemburgo                        |

### Maestros
Em baixo encontra-se a lista de maestros que conduziram a orquestra, na respectiva actuação de cada país concorrente. 
| País              | Maestro                  |
| ----------------- | ------------------------ |
| Iugoslávia        | Slobodan Marković        |
| Islândia          | Jón Ólafsson             |
| Malta             | Paul Abela               |
| Grécia            | Haris Andreadis          |
| Suíça             | Flaviano Cuffari         |
| Áustria           | Richard Österreicher     |
| Luxemburgo        | Francis Goya             |
| Suécia            | Anders Berglund          |
| França            | Jérôme Pillement         |
| Turquia           | Turhan Yükseler          |
| Irlanda           | Noel Kelehan             |
| Portugal          | Fernando Correia Martins |
| Dinamarca         | Henrik Krogsgård         |
| Noruega           | Pete Knutsen             |
| Israel            | Kobi Oshrat              |
| Finlândia         | Olli Ahvenlahti          |
| Alemanha          | Hermann Weindorf         |
| Bélgica           | Roland Verlooven         |
| Espanha           | Eduardo Leiva            |
| Reino Unido       | Ronnie Hazlehurst        |
| Chipre            | Alexander Kirov Zografov |
| Itália            | Bruno Canfora            |
| Maestro anfitrião | Bruno Canfora            |

## Artistas repetentes
Alguns artistas repetiram a sua experiência Eurovisiva. Em 1991, os repetentes foram:
| País (1991) | Foto                                 | Artista                                      | Ano Anterior                        | País Representado | Canção                    | Tradução             | Pontuação | Classificação |
| ----------- | ------------------------------------ | -------------------------------------------- | ----------------------------------- | ----------------- | ------------------------- | -------------------- | --------- | ------------- |
| Áustria     |                                      | Thomas Forstner                              | ESC 1989                            | Áustria           | "Nur ein Lied"            | Só uma Canção        | 97        | 5.º           |
| Islândia    |                                      | Stefán Hilmarsson (com Eyfi)                 | ESC 1988 (como parte dos Beathoven) | Islândia          | "Þú og þeir (Sókrates)"   | Tu e Eles (Sócrates) | 20        | 16.º          |
| Noruega     |                                      | Eiríkur Hauksson (como parte dos Just 4 Fun) | ESC 1986 (como parte dos ICY)       | Islândia          | "Gleðibankinn"            | O Banco da Alegria   | 19        | 16.º          |
| Noruega     |                                      | Hanne Krogh                                  | ESC 1971                            | Noruega           | "Lykken er"               | Felicidade é         | 65        | 17.º          |
| Noruega     | ESC 1985 (como parte das Bobbysocks) | Hanne Krogh                                  | Noruega                             | "La det swinge"   | Vamos deixar dançar swing | 123                  | 1.º       |               |
| Suécia      |                                      | Carola                                       | ESC 1983                            | Suécia            | "Främling"                | Estranho             | 126       | 3.º           |